# Jodi Fountainová McLeodová
Jodi je jednou z hlavních postav seriálu McLeodovy dcery a vyskytuje se v něm již od začátku. Je to dcera Meg Fountainové Dodgeové. Zažije pár milostných románků, jeden z nich dokonce vyvrcholí nevydařenou svatbou. 
V šesté sérii se Jodi dozvídá, že jejím otcem je Jack McLeod. Pohádá se svou matkou, která potom odjede na cesty do světa. Nakonec se po návratu usmíří a Jodi ji přichystá svatbu s Dodgem. Jodi řekne Tess o tom, že je její sestra a tím pádem se po odchodu Tess do Argentiny z Jodi stává spolumajitelka Drovers Run. Na Killarnie přijíždí nový správce Rob. Je málomluvný a s nikým se nechce přátelit. To Jodi připadá divné a snaží se s ním spřátelit co to jde. Po delší době se jí Rob svěří, že měl ženu a dceru, kterou zabili zločinci a on je na Drovers Run před nimi ukrytý – je v ochraně svědků a jeho pravé jméno je Matt. Za pár dní přijíždí na Drovers Run novinář, který se zajímá o Nikovo „vzkříšení“, ale shání se po Robovi, že by s ním chtěl udělat rozhovor. Jodi má podezření a běží za Robem/Mattem a varuje ho, že možná novinář není novinář. V tu chvíli „novinář“ přijíždí a střílí po Robovi a Jodi. Je to jeden ze zločinců, kteří Roba hledají. Rob je postřelen a schovají se s Jodi na noc pod most. Rob krvácí a už nemůže skoro chodit, ale Jodi ho stále nutí jít dál, aby se dostali na Drovers Run a utekli. Rob zkolabuje a Jodi jde hledat pomoc. Najde divokého koně, osedlá ho a s Robem přijedou na Drovers Run. Nakonec je ale „novinář“ najde a i s Kate jim drží u hlavy zbraň. Najednou se objeví Stevie a „novináře“ praští. Přijíždí policie a sanitka a Roba odváží. Ten se s Jodi loučí a políbí se… vědí, že už se nejspíš nikdy neuvidí. 
V sedmé sérii se Rob vrací… tentokrát už jako Matt. Prožívají s Jodi sbližování, které přeroste ve velkou lásku. Jenomže zločinci jim pokoj nedají a opět je najdou. Jedinou možností je, že Matt opět odjede pryč. Jodi se rozhodne odejít s ním a Matt ji požádá o ruku. Nasedají do auta, které vybuchuje. 
Kate přijíždí na Jodin pohřeb a před obřadem ji „vidí“, resp. vidí jejího ducha. Po pohřbu se jede podívat na místo, kde vybouchlo auto a Jodi opět vidí. Jodi jde k ní a dotýká se ji. Kate začne plakat a Jodi ji objímá. Není to duch. Jodi je živá a zdravá a stojí před ní. Kate se dozvídá, že Jodi s Mattem naplánovali vlastní „smrt“, aby se zbavili pronásledování. Jodi se se všemi loučí a odjíždí s Mattem neznámo kam.